# Gierałtowice (województwo opolskie)
Gierałtowice (niem. Gerolsdorf, dodatkowa nazwa w j. niem. Gieraltowitz) – wieś w Polsce, położona w województwie opolskim, w powiecie kędzierzyńsko-kozielskim, w gminie Reńska Wieś.
W latach 1975–1998 miejscowość należała administracyjnie do województwa opolskiego.
W miejscowości funkcjonuje m.in. jednostka OSP.

## Nazwa
W dokumentach z 1531 r. miejscowość występuje pod nazwą Geraltowitze.
W alfabetycznym spisie miejscowości na terenie Śląska wydanym w 1830 roku we Wrocławiu przez Johanna Knie wieś występuje pod polską nazwą Gierotowice oraz nazwą niemiecką Gieraltowitz. Wykaz notuje także leżący w pobliżu wsi folwark o nazwie Kopanin. 1 kwietnia 1937 r. w miejsce nazwy Gieraltowitz wprowadzono nazwę Gerolsdorf. 9 września 1947 r. nadano miejscowości polską nazwę Gierałtowice.

## Historia
Najstarsze znane wzmianki o miejscowości pochodzą z 1380 roku. Dokumenty z 1418 r. potwierdzają istnienie w tym czasie w miejscowości drewnianego kościoła. W 1484 r. ówczesny właściciel Gierałtowic, Hans Suchowski, sprzedał je Janowi Klemie. W 1556 r. w miejscowości powstała szkoła.
Od końca XVIII w. do 1933 r. na wizerunku pieczęci gminnej umieszczono drzewo liściaste, za nim dwie skrzyżowane siekiery.
W 1830 r. w Gierałtowicach znajdowały się m.in. wiatrak, cegielnia i leśniczówka. W 1865 r. w miejscowości znajdowały się m.in. wiatrak i karczma.
W 1901 r. wybudowano nowy budynek szkoły. W 1910 roku miejscowość liczyła 1473 mieszkańców z czego 1379 deklarowało język polski, 16 polski i niemiecki oraz 77 niemiecki.
Do głosowania podczas plebiscytu na Górnym Śląsku uprawnionych było w Gierałtowicach 205 osób, z czego 177, ok. 86,3%, stanowili mieszkańcy (w tym 176, ok. 85,9% całości, mieszkańcy urodzeni w miejscowości). Oddano 204 głosy (ok. 99,5% uprawnionych), w tym 204 (100%) ważne; za Niemcami głosowały 134 osoby (ok. 65,7%), a za Polską 70 osób (ok. 34,3%). W obszarze dworskim rozkład głosów prezentował się następująco: uprawnionych było 120 osób, z czego 76, ok. 63,3%, stanowili mieszkańcy (w tym 75, 62,5% całości, mieszkańcy urodzeni w obszarze dworskim). Oddano 118 głosów (ok. 98,3% uprawnionych), w tym 118 (100%) ważnych; za Niemcami głosowało 112 osób (ok. 94,9%), za Polską 6 osób (ok. 5,1%).

## Demografia
W 1865 r. w miejscowości mieszkało 3 chłopów, 17 zagrodników i 21 chałupników; do 1-salowej szkoły uczęszczało 160 uczniów. Wedle spisu z 1 grudnia 1910 r. w miejscowości mieszkało 289 Polaków, natomiast w dworze – 130.
| Rok                | 1830 | 1855 | 1861 | 1880 | 1925 | 1933 | 1939 | 1945 | 1946 | 1960 |
| Liczba mieszkańców | 354  | 425  | 487  | 349  | 351  | 497  | 481  | 381  | 348  | 387  |

(Źródła: .)

## Zabytki
Katalog zabytków sztuki w Polsce z 1965 r. wymienia:
- Kościół parafialny pw. św. św. Szymona i Judy z 1937[16] roku, zbudowany w miejscu wcześniejszego, drewnianego z 1559[17] roku, przeniesionego do Przewozu. W kościele znajdują się m.in.: monstrancja z XVIII wieku, przerobiona w czasach nowszych oraz dzwony: gotycki z 1451 r. z plakietką Ukrzyżowania oraz kartuszem herbowym, i sygnaturka z 1682 roku. Na przykościelnym cmentarzu znajduje się m.in. nagrobek Karola Reinholda v. Tolgerlag (zm. 1816).

## Sport
W Gierałtowicach działa klub piłkarski LZS Gierałtowice, który od sezonu 2005/2006 gra w „B klasie”.